# أحبك أو لا أحبك
أحبك أو لا أحبك، مجموعة شعرية من مؤلفات الشاعر العربي الفلسطيني محمود درويش، صدرت في عام 1972، عن دار الآداب في بيروت، لبنان.